# Манастир Прислоп
Манастир Прислоп је румунски манастир посвећен светом апостолу и Јеванђелисти Јовану.
Некада је био мушки а данас је женски манастир. Припада епархији Хунедоара Румунске православне цркве. Налази се у близини села Силвашу де Сус, округ Хунедоара, Румунија. Оснивање манастира датира из 13. века. То је један од најважнијих румунских православних духовних центара Трансилваније.
Манастир чува Чудотворну икону Богомајке, гроб оца Арсенија (Бока) чувеног духовника 20. века и чудотворца, као и пећину Светога Јована из Прислопа.
Једна од сачуваних повеља у манастиру Раковица говори и то да је кнез Лазар Хребељановић био ктитор манастира Прислоп и Мотра, чији је градитељ био кнежев повереник Никодим Тисмански.